# 스폰지밥의 코랄캠프
《스폰지밥의 코랄캠프》(영어: Kamp Koral: SpongeBob's Under Years)는 2021년 3월 4일에 공개된 미국의 텔레비전 애니메이션이자, 네모바지 스폰지밥 시리즈의 속편이다.

## 캐스트

### 주연
- 전태열: 스폰지밥 역
- 이인성: 뚱이 역
- 우정신: 다람이, 캐런 역
- 최한: 집게사장 역
- 전광주: 징징이 역
- 문선희: 진주, 퐁퐁부인 역
- 박만영: 플랑크톤 역
- 서반석: 래리 역
- 윤용식: 퉁퉁이 역

### 조연
- 문남숙: 날린 역
- 최한: 로비 역
- 서반석: 하비 역

## 소개
스폰지밥의 코랄캠프는 본작과 마찬가지로 네모바지 스폰지밥을 포함한 주요 등장 인물들을 중심으로 전개되며, 스폰지밥을 비롯한 네모바지 스폰지밥 시리즈의 주요 등장 인물들이 어린 시절 코랄캠프라는 작은 야영장에서 겪는 크고 작은 사건들을 소재로 하고 있다.

## 같이 보기
- 네모바지 스폰지밥
- 보글보글 스폰지밥